# Herb gminy Złotoryja
Herb gminy Złotoryja – jeden z symboli gminy Złotoryja, ustanowiony 29 kwietnia 1997.

## Wygląd i symbolika
Herb przedstawia na tarczy w polu zielonym parę książęcą w biało-czerwonych szatach, stojących za murem fortecznym, pod którym umieszczono pięć złotych kłosów zboża. Para książęca to Henryk Brodaty i św. Jadwiga Śląska, którzy zgodnie z legendą spędzili swój miesiąc miodowy na zamku w Rokitnicy, mur nawiązuje do zamku lub kamiennych mostów na Kaczawie z XVIII wieku, natomiast kłosy zboża i tło tarczy podkreślają rolniczy charakter gminy.